# 托马斯·纳托尔

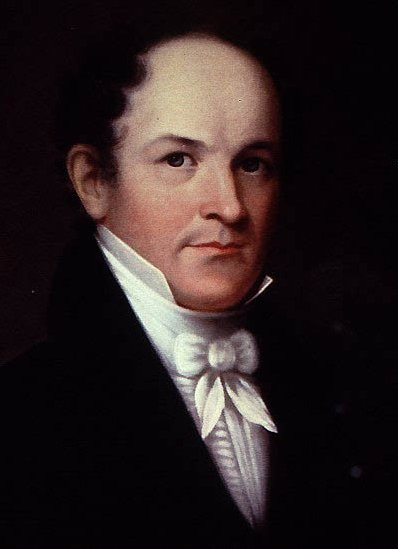

托马斯·纳托尔（Thomas Nuttall，1786年1月5日—1859年9月10日是英国的植物学家和动物学家。
纳托尔出生于约克郡塞特爾的一个小村庄，早期到英格兰工作，作为一个印刷学徒工，后来他到美国访问，在费城遇到了美国植物学家本杰明·史密斯·巴顿，巴顿鼓励他对研究自然历史的兴趣。
1810年，他参加了一个由富翁阿斯特发起赞助的，沿密苏里河的考察团，后来离开考察团，和一位为利物浦植物园采集植物的英国植物学家一起，沿和南达科他州的印第安人做皮毛交易的商人路线继续考察，收集的大量的未知植物标本，这次考察路线虽然以前刘易斯与克拉克远征曾经走过，但他们收集的植物标本仍然有许多遗漏。纳托尔考察后，由于当时英国和美国开战，他只得经由新奥尔良回到伦敦，回来后继续研究他收集的标本。
1815年，他又回到美国继续采集和研究工作，1818年，出版了《北美植物分属》一书，以后两年中，他在阿肯色州的红河谷考察，回到费城后又出版了《1819年在阿肯色州旅行记实》。1825年，他被任命为哈佛大学植物园的园长，1832年到1834年，他出版了《美国和加拿大的鸟类学手册》。
1834年，他辞职，跟随一个考察团前往堪萨斯州、怀俄明州和犹他州考察，12月，他横跨太平洋，到夏威夷州，1835年春天，回到大陆，在太平洋西北海岸度过一年，并到过圣迭戈。
从1836年到1841年，他在费称的自然科学学院工作，这期间，他为亚萨·格雷和约翰·托雷编著的《北美植物》提供了许多资料。后来了他的叔夫去世，为他留下遗产，但根据其遗嘱，他每年必须有9个月待在英国，1841年12月，他离开美国，走以前出版了《北美洲森林：没有被弗朗索瓦·安德列·米歇描述的树》，是第一部北美洲树种的大全。
他在兰开夏郡的圣海伦去世，安葬在一个乡村教堂墓地。
有几种鸟类和植物都是以他的名字命名的。